# Leo Smit
Leo Smit   (Amsterdam, 14 de maig de 1900 - Sobibor, 30 d'abril de 1943) va ser un compositor i pianista jueuneerlandès que va morir durant la Segona Guerra Mundial en ser assassinat pels nazis.
Va començar els seus estudis musicals molt jove i va fer la seva primera composició a l'edat de 17 anys. La seva obra neoclàssica està influenciada per la de Claude Debussy, Maurice Ravel i Albert Roussel, així com pel jazz. Va compondre principalment obres per a orquestra i música de cambra. Entre els seus alumnes si comptaven el seu compatriota Dick Kattenburg.

## Treballs
- Quintet per a flauta, viola, violoncel i arpa (1928).
- Simfonia en do major per a orquestra (1934-1936).
- Concert per a piano i instruments de vent (1937).
- Trio per a clarinet, viola i piano (1938).
- Concert per a instruments de viola i corda (1940).
- Diversió per a piano de 4 mans (1940).
- Sonata per a flauta i piano (1943).